# Ильинск (станция)

Схема Сахалинской железной дороги на лето 2020

Ильи́нск — железнодорожная станция Сахалинского региона Дальневосточной железной дороги. Названа по селу Ильинское, в котором расположена.

## История
Станция открыта в 1930 году в составе пускового участка Чехов-Сахалинский — Ильинск под названием Кусюннай.
В 1944 году от станции началось строительство железной дороги на Углегорск, прерванное в связи с переходом Южного Сахалина под контроль СССР.
В 1946 году после перехода станции под контроль СССР станция получила нынешнее название.
В 1971 году открыта линия на Арсентьевку, станция стала узловой. С 1994 года через неё проходит единственная рельсовая связь западной и восточной линий Сахалина.
В 1970-х и в конце 2000-х проектирование железной дороги на Углегорск было продолжено силами уже советских (позже — российских) специалистов. Однако реальное строительство начато не было.

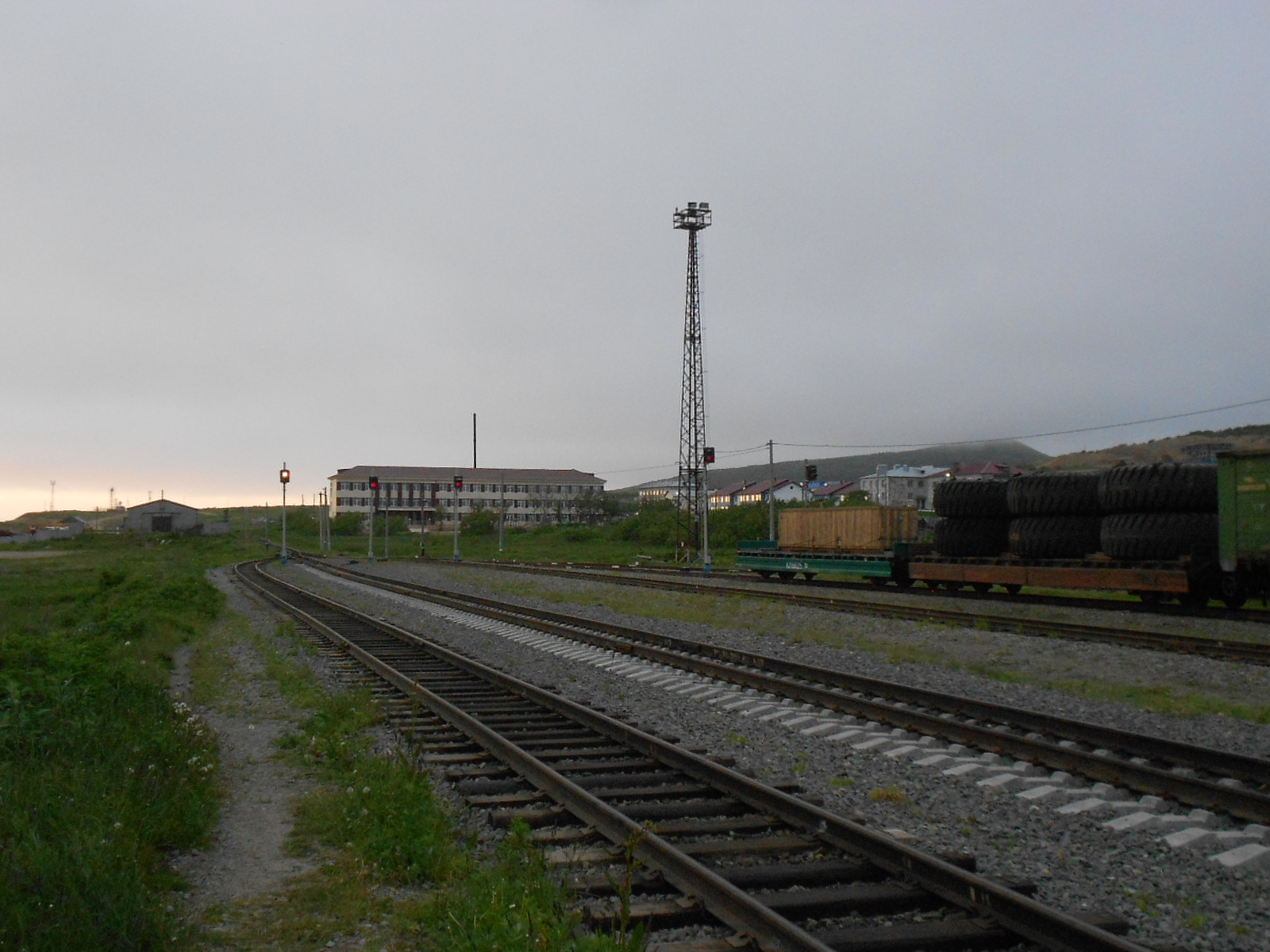
Вид на север (2016)

В марте 2012 года на перегоне Ильинск — Пензенская и в декабре 2012 года на перегоне Ильинск — Арсентьевка, была введена в эксплуатацию микропроцессорная автоблокировка

## Деятельность
По параграфу станция способна осуществлять небольшие грузовые отправления со складов и на открытых площадках, приём/отправку контейнеров массой до 5 тонн, а также продажу пассажирских билетов.
Пассажирское сообщение по станции представлено пригородным дизель-поездом Южно-Сахалинск — Томари, который меняет направление движения по станции. По указанию раз в две недели назначается грузо-пассажирский поезд Южно-Сахалинск — Холмск, останавливающийся на станции.